# Sekshon Pagá 2017
La Sekshon Pagá 2017  fue la edición número 91 de la Sekshon Pagá.

## Formato
Los diez equipos participantes jugarán entre sí todos contra todos dos veces, luego de esto los 6 primeros se clasificarán a los play-offs kaya 6, donde, una vez más volverán a jugar entre sí todos contra todos una sola vez, luego de esto los 4 primeros pasarán a jugar los paly-offs kaya 4; en los play-offs kaya cuatro jugarán entre sí todos contra todos una vez, los dos primeros se clasificarán a la final donde el campeón y el subcampeón, de cumplir con los requisitos establecidos, podrían participar en el Campeonato de Clubes de la CFU 2018.

## Temporada regular
Actualizado el 17 de febrero de 2018.
| Pos. | Equipo                            | PJ | PG | PE | PP | GF | GC | DG  | Pts. | Clasificado a |
| ---- | --------------------------------- | -- | -- | -- | -- | -- | -- | --- | ---- | ------------- |
| 1    | CRKSV Jong Holland                | 18 | 12 | 2  | 4  | 35 | 20 | +15 | 38   | Kaya 6        |
| 2    | SV VESTA                          | 18 | 10 | 4  | 4  | 33 | 23 | +10 | 34   | Kaya 6        |
| 3    | SV Centro Social Deportivo Barber | 18 | 9  | 3  | 6  | 33 | 31 | +2  | 30   | Kaya 6        |
| 4    | RKSV Centro Dominguito            | 18 | 8  | 4  | 6  | 33 | 26 | +7  | 28   | Kaya 6        |
| 5    | RKSV Scherpenheuvel               | 18 | 6  | 6  | 6  | 17 | 17 | 0   | 24   | Kaya 6        |
| 6    | UNDEBA                            | 18 | 5  | 7  | 6  | 30 | 28 | +2  | 22   | Kaya 6        |
| 7    | Inter Willemstad                  | 18 | 5  | 6  | 7  | 25 | 32 | −7  | 21   |               |
| 8    | SV Victory Boys                   | 18 | 4  | 6  | 8  | 26 | 34 | −10 | 18   |               |
| 9    | SV Hubentut Fortuna               | 18 | 3  | 7  | 8  | 21 | 31 | −10 | 16   |               |
| 10   | SV SUBT                           | 18 | 4  | 3  | 11 | 19 | 30 | −11 | 15   | Descenso      |

## Kaya 6
Actualizado el 17 de febrero de 2018.
| Pos. | Equipo                            | PJ | PG | PE | PP | GF | GC | DG | Pts. | Clasificado a |
| ---- | --------------------------------- | -- | -- | -- | -- | -- | -- | -- | ---- | ------------- |
| 1    | RKSV Centro Dominguito            | 5  | 3  | 1  | 1  | 7  | 2  | +5 | 10   | Kaya 4        |
| 2    | RKSV Scherpenheuvel               | 5  | 3  | 1  | 1  | 4  | 3  | +1 | 10   | Kaya 4        |
| 3    | CRKSV Jong Holland                | 5  | 2  | 2  | 1  | 7  | 6  | +1 | 8    | Kaya 4        |
| 4    | SV Centro Social Deportivo Barber | 5  | 2  | 1  | 2  | 10 | 7  | +3 | 7    | Kaya 4        |
| 5    | UNDEBA                            | 5  | 1  | 1  | 3  | 4  | 11 | −6 | 4    |               |
| 6    | SV VESTA                          | 5  | 1  | 0  | 4  | 2  | 5  | −3 | 3    |               |

## Kaya 4
Actualizado el 17 de febrero de 2018.
| Pos. | Equipo                 | PJ | PG | PE | PP | GF | GC | DG | Pts. | Clasificado a                               |
| ---- | ---------------------- | -- | -- | -- | -- | -- | -- | -- | ---- | ------------------------------------------- |
| 1    | RKSV Centro Dominguito | 3  | 2  | 1  | 0  | 7  | 4  | +3 | 7    | Final y Campeonato de Clubes de la CFU 2018 |
| 2    | RKSV Scherpenheuvel    | 3  | 1  | 2  | 0  | 4  | 2  | +2 | 5    | Final y Campeonato de Clubes de la CFU 2018 |
| 3    | CRKSV Jong Holland     | 3  | 1  | 1  | 1  | 9  | 5  | +3 | 4    |                                             |
| 4    | CSD Barber             | 3  | 0  | 0  | 3  | 2  | 11 | −9 | 0    |                                             |

## Final
Actualizado el 17 de febrero de 2018.
| Local                  | Resultado | Visitante           | Fecha            | Estadio                   |
| ---------------------- | --------- | ------------------- | ---------------- | ------------------------- |
| RKSV Centro Dominguito | 2-0       | RKSV Scherpenheuvel | 17 de septiembre | Estadio Dr. Antoin Maduro |

| Sekshon Pagá 2017                 |
| --------------------------------- |
| RKSV Centro Dominguito 6.º título |